# نيلسون مونغانغا
نيلسون أومبا مونغانغا (بالفرنسية: Nelson Munganga)‏ (مواليد 27 مارس 1993 في كينشاسا، زائير) هو لاعب كرة قدم كونغولي ديمقراطي يلعب حاليًا لصالح نادي فيتا كلوب.

## المسيرة الدولية
استدعي مونغانغا لأول مرة لمنتخب الكونغو الديمقراطية ضمن القائمة المشاركة في كأس الأمم الأفريقية 2015 وشارك كبديل أمام الرأس الأخضر في دور المجموعات.

## روابط خارجية
- نيلسون مونغانغا على موقع قاعدة بيانات كرة القدم.إي يو (الإنجليزية)
- نيلسون مونغانغا على موقع ليكيب (الفرنسية)
- نيلسون مونغانغا على موقع ناشيونال فوتبول تيمز (الإنجليزية)
- نيلسون مونغانغا على موقع Soccerway.com (الإنجليزية)